# Mammillaria wiesingeri
Mammillaria wiesingeri (укр. Мамілярія Візінгера, мамілярія візінгері) — сукулентна рослина з роду мамілярія (Mammillaria) родини кактусових (Cactaceae).

## Історія

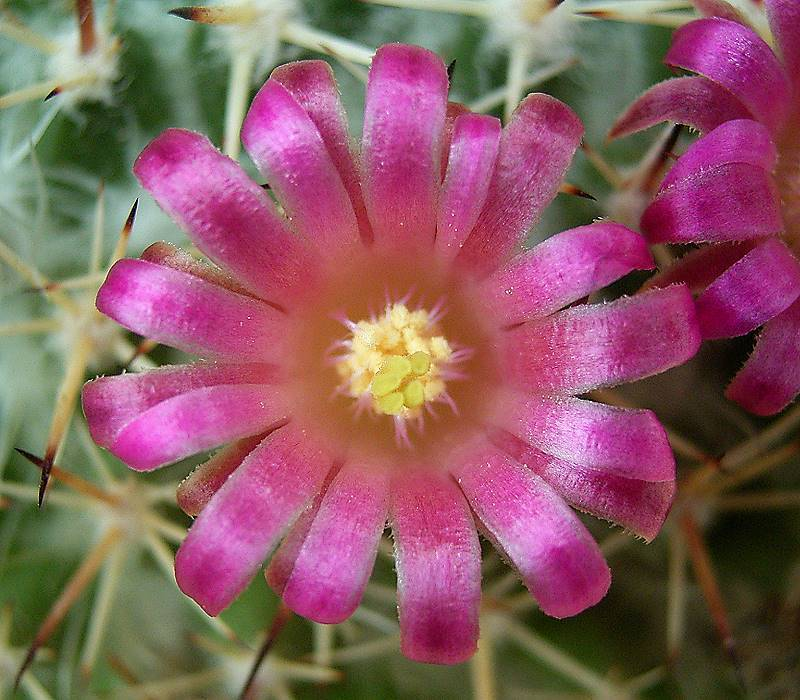
Квітуча Mammillaria wiesingeri subsp. apamensis

Вид вперше описаний німецьким ботаніком Фрідріхом Бедекером (нім. Friedrich Bödeker, 1867—1937) у 1933 році у виданні нім. «Kakteenkunde».

## Етимологія
Видова назва дана на честь німецького колекціонера кактусів з Вальдсгута Візінгера (нім. Wiesinger; нар. 1932), який також є першовідкривачем цього виду.

## Ареал і екологія
Mammillaria wiesingeri є ендемічною рослиною Мексики. Ареал розташований у штатах Ідальго і Мехіко. Рослини зростають на висоті від 2000 до 3000 метрів над рівнем моря серед дубових і соснових дерев, в сосновій голковій підстилці, часто в щільній тіні.

## Морфологічний опис
| Орган              | Опис                                                                       |
| Рослини            | поодинокі.                                                                 |
| Коріння            | густе.                                                                     |
| Стебло             | здавлено-кулясте, до 4 см заввишки, в діаметрі 8 см.                       |
| Епідерміс          | тьмяно-зелений.                                                            |
| Маміли             | тонкі, пірамідальні, в'ялі, трохи трикутні, без молочного соку.            |
| Ареоли             |                                                                            |
| Аксили             | голі або з рідкими щетинками.                                              |
| Центральні колючки | 1-4, рідко 5-6, прямі, червонувато-коричневого кольору, до 6 мм завдовжки. |
| Радіальні колючки  | 13-20, дуже тонкі, голкоподібні, склоподібні, білі, завдовжки 5-6 мм.      |
| Квіти              | світло-карміново-червоні, до 10 мм завдовжки і в діаметрі.                 |
| Бутони             |                                                                            |
| Зовнішні пелюстки  |                                                                            |
| Внутрішні пелюстки |                                                                            |
| Тичинки            |                                                                            |
| Маточка            |                                                                            |
| Плоди              | тонкі, булавоподібні, карміново-червоні, до 10 мм завдовжки.               |
| Насіння            | коричневе.                                                                 |

## Підвиди
Визнано два різновиди Mammillaria wiesingeri номінаційний підвид — Mammillaria wiesingeri subsp. wiesingeri і підвид apamensis — Mammillaria wiesingeri subsp. apamensis (Repp. 1987) D.R.Hunt 1997

### Mammillaria wiesingeri subsp. wiesingeri

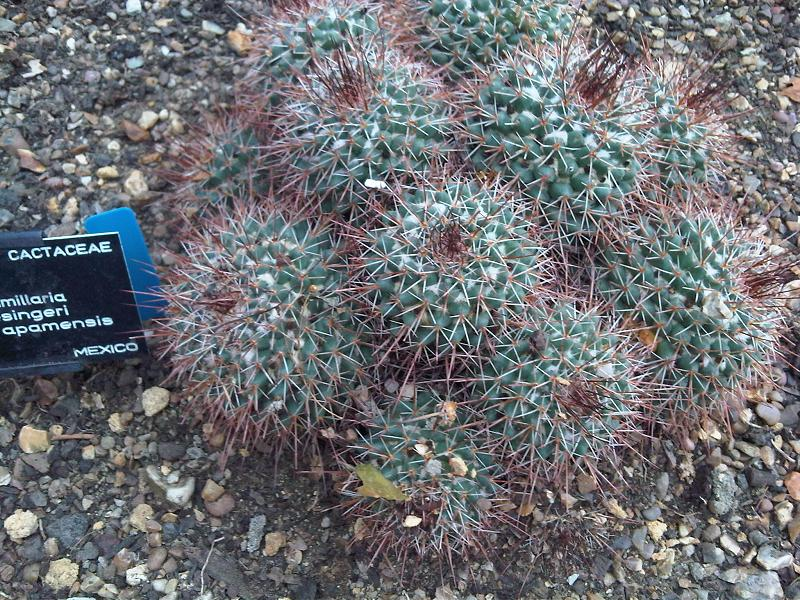
Mammillaria wiesingeri subsp. apamensis в Королівських ботанічних садах у К'ю

- Центральних колючок — 4 або більше.
- Радіальних колючок — 18-20.
- Ареал зростання — Ідальго і Мехіко.

### Mammillaria wiesingeri subsp. apamensis
- Центральних колючок — тільки 1-2.
- Радіальних колючок — 13-16.
- Ареал зростання — поблизу Сан-Лоренцо-Апам, Ідальго.

## Чисельність, охоронний статус та заходи по збереженню
Mammillaria wiesingeri входить до Червоного списку Міжнародного союзу охорони природи видів, даних про які недостатньо (DD).
Інформації про чисельність чи тенденції зміни популяції виду немає.
Незаконне збирання та зміна землекористування можуть загрожувати цьому виду.
У Мексиці ця рослина занесена до Національного переліку видів, що перебувають під загрозою зникнення, де вона включена до категорії «підлягає особливій охороні».
Охороняється Конвенцією про міжнародну торгівлю видами дикої фауни і флори, що перебувають під загрозою зникнення (CITES).

## Використання
Цей кактус вирощується як декоративна рослина.